# Tomorrow Came Today
Tomorrow Came Today ist ein Jazzalbum von Joe McPhee und Paal Nilssen-Love. Die am 15. August 2007 im Grand Sport Studio, Oslo, entstandenen Aufnahmen erschienen 2009 auf dem Label Smalltown Superjazzz. 2017 wurde das Album als Download auf Catalytic Sound wiederveröffentlicht.

## Hintergrund
Seit seinen frühesten Veröffentlichungen bevorzuge der Multiinstrumentalist Joe McPhee die intimste Form der Kommunikation, das Duett, notierte Robert Iannapollo. Seine früheste Duo-Aufnahme war Pieces of Light (1974), mit dem Synthesizer-Spieler John Snyder. Anschließend arbeitete er mit anderen Holzbläsern, einem Flötisten, einem Gitarristen, Pianisten, Bassisten und Schlagzeugern. Mit Paal Nilson-Love hatte McPhee seit etwa 2000 in der Formation The Thing gespielt, bei der er häufig zu Gast war, und in Peter Brötzmanns Chicago Tentet.

## Titelliste
- Joe McPhee & Paal Nilssen-Love: Tomorrow Came Today (Smalltown Superjazzz STSJ148CD)[2]

1. Tomorrow Came Today 7:07
2. Go 4:24
3. Ibsen’s Ghost 4:29
4. Build And Break 6:15
5. Acts of Time 5:22
6. Sun And Steel 7:18
7. Body Sound 4:33
8. Crossing Messages

## Rezeption

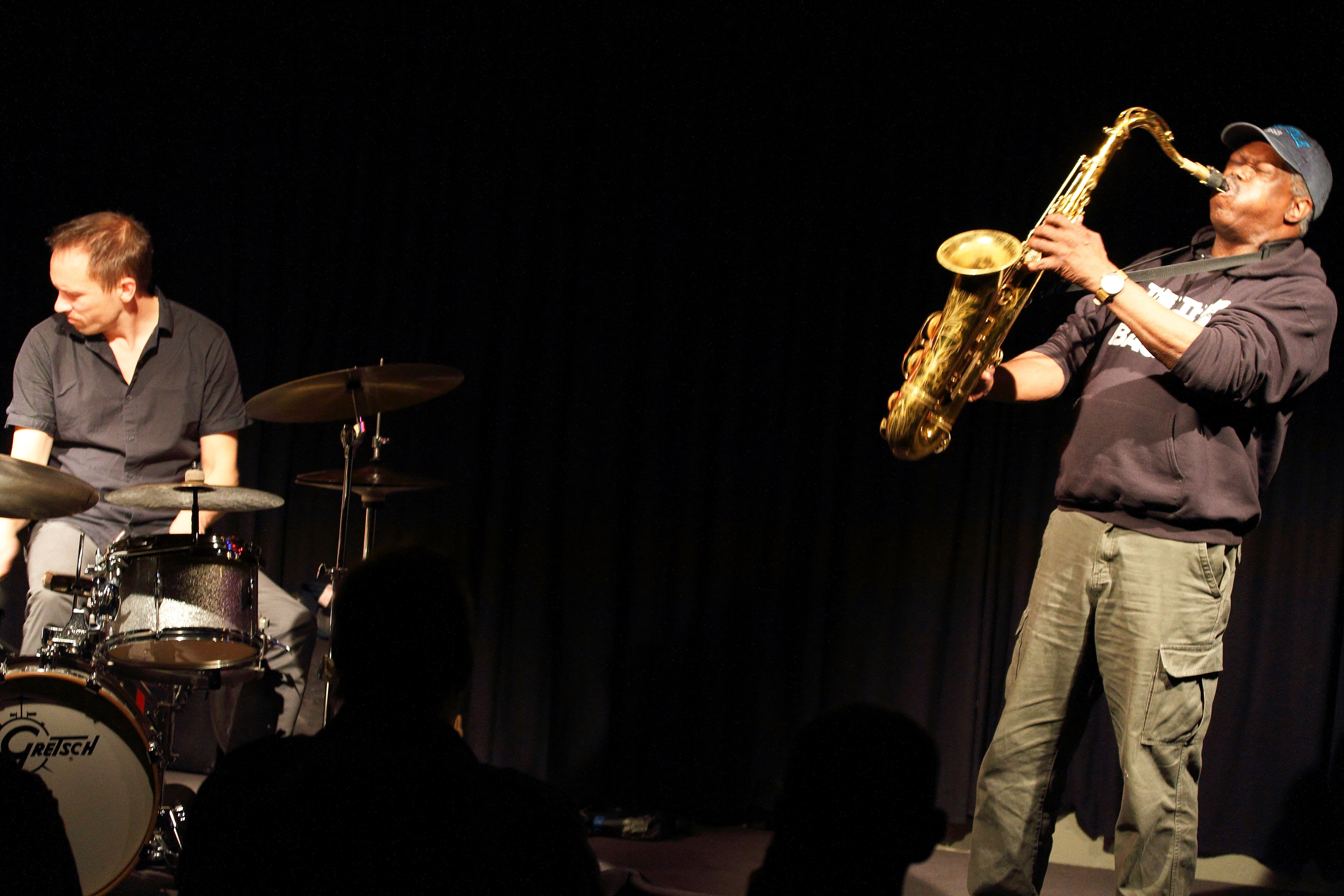
Joe McPhee und Paal Nilssen-Love bei einem Auftritt im Club W71, Weikersheim (2017)

In Allmusic meinte Mark Keresman, bei Tomorrow Came Today, einer energiegeladenen Session aus frei improvisiertem Jazz, stimmen beide perfekt aufeinander ein. Dabei gehe es weniger um [das übliche] Thema-Solos-Thema, sondern um Spontaneität, uneingeschränkte Freiheit und kollektives Zusammenspiel.
Nach Ansicht von Robert Iannapollo, der das Album in All About Jazz rezensierte, sei Tomorrow Came Today ein aufregendes Duett McPhees mit dem norwegischen Schlagzeuger Paal Nilssen-Love, zu dem er „ein bemerkenswertes Verhältnis“ aufgebaut habe. Die Anfangsmomente des Albums seien jedoch etwas überraschend. Mit McPhees schnell flatternden Linien und Nilssen-Loves flinkem Geplätscher klinge die Musik nicht allzu weit entfernt von der englischen Art und Weise freier Improvisationsmusik, die an Evan Parker und John Stevens erinnere. Aber bald würde sich die Musik in erwartetes Terrain bewegen, so der Autor. „McPhees charakteristische lange, langsame, geschwungene Linien, die zu einem Stöhnen oder Brüllen ansteigen, verleihen dieser Musik eine starke emotionale Resonanz und Nilssen-Loves Schlagzeug ist tief gestimmt und bietet eine perfekte Begleitung zu McPhees Flügen, immer energisch, aber nie überwältigend.“ Tomorrow Came Today sei eine würdige Ergänzung zu McPhees stetig wachsendem Katalog.